# Сердарушич, Звонимир
Звонимир Сердарушич (хорв. Zvonimir Serdarušić; род. 2 сентября 1950, Мостар) — хорватский гандболист, игравший на позиции линейного за клубы «Вележ» (Мостар), «Киль», «Фюксе Берлин». Являлся главным тренером клубов «Киль», «Целе» и «ПСЖ».

## Карьера

### Клубная
Звонимир Сердарушич начинал профессиональную карьеру в Югославии, выступая за клубы ГК Вележ Мостар, ГК Босна Сараево, Партизан Беловар. В 1980 году Сердарушич перешёл немецкий клуб ГК Киль. За Киль, Звонимир Сердарушич сыграл 26 матчей и забросил 99 голов. В 1981 году Звонимир Сердарушич перешёл в Фюксе Берлин. В 1984 году Фюксе Берлин дошёл до финала кубка Германии. В составе Фюксе Берлин Сердарушич сыграл 73 матча и забросил 182 голов.

### В сборной
В сборной Звонимир Сердарушич сыграл 79 матчей.

### Карьера тренера
- Вележ Мостар (1984-1986)
- Механика Меткович (1986-1989)
- Бад Швартау (1989-1990)
- Фленсбург-Хандевитт (1990-1993)
- ГК Киль (1993-2008)
- Сборная Словении (2009-2010)
- ГК Целе (2010-2010)
- Pays d’Aix UC (2014-2015)
- ПСЖ (2015-н.в.)

## Достижения

#### Как игрок
- Финалист кубка Германии: 1984
- Чемпион Югославии: 1977, 1979
- Обладатель кубка Югославии: 1977

#### Как тренер
- Чемпион Германии: 1993/94, 1994/95, 1995/96, 1997/98, 1998/99, 1999/2000, 2001/02, 2004/05, 2005/06, 2006/07, 2007/08
- Обладатель кубка Германии: 1998, 1999, 2000, 2007, 2008
- Обладатель суперкубка Германии: 1995, 1998, 2005, 2007, 2008
- Победитель лиги чемпионов ЕГФ: 2006/07
- Победитель кубка ЕГФ: 1998, 2002, 2004
- EHF Champions Trophy: 2007
- Чемпион Словении: 2009/10
- Обладатель кубка Словении: 2010
- Обладатель суперкубкаа Словении: 2010
- Чемпион Франции: 2015/16
- Трофей чемпионов: 2016

#### Индивидуальный
- Лучший тренер бундеслиги: 2006, 2007, 2008

## Статистика
| Сезон   | Клуб    | Лига       | Матчи | Голы   | Голы   | Голы  |
| Сезон   | Клуб    | Лига       | Матчи | С игры | 7-метр | Всего |
| ------- | ------- | ---------- | ----- | ------ | ------ | ----- |
| 1980/81 | ГК Киль | Бундеслига | 26    | 99     | 33     | 66    |